# Selección catalana de fisioculturismo
La selección catalana de fisicoculturismo es el equipo de fisicoculturistas catalanes que representa a la Federación Catalana de Fisicoculturismo en competiciones internacionales. 
La Federación Catalana de Fisicoculturismo, independizada de la Asociación Española de Fisicoculturismo en 1999, fue admitida ese mismo año, de forma provisional, por la Unión Internacional de Body Building Network (UIBBN), que la invitó a participar en los campeonatos de Europa y del Mundo en los años 1999, 2000 y 2001. En el 2002 fue reconocida oficialmente como miembro de pleno derecho de la UIBBN. 
La selección de fisicoculturismo es la más laureada de las selecciones deportivas catalanas. Desde 1999 ha participado en siete campeonatos de Europa, en los que ha conseguido un total de 17 medallas, y en siete campeonatos del mundo, obteniendo 14 medallas.
El fisicoculturista de la selección que más metales ha conseguido ha sido Félix Barrachina, con siete medallas.

## Historial
- 2002. Europeo de Fisicoculturismo y Fitness, celebrado en Cornellà de Llobregat. 3 medallas:

- Medalla de plata en la clasificacíón final por equipos.
- Félix Barrachina. Medalla de oro en categoría senior menos 85 kg.
- León Serrano. Medalla de oro en categoría junior.

- 2002. Campeonato del Mundo UIBBN, disputado en Guadalupe. 5 medallas:

- Anzizar Arango. Medalla de plata en categoría senior masculina 70 kg.
- Beatriz Cano. Medalla de plata en categoría fitness.
- Félix Barrachina. Medalla de bronce en categoría senior masculina 85 kg.
- Juan Celrán. Medalla de bronce en categoría senior masculina 75 kg.
- Victòria Luque. Medalla de bronce en categoría senior femenina.

- 2003. Europeo de Fisioculturismo y Fitness, celebrado en Bourdeos (Francia). 6 medallas:

- Medalla de bronce en la clasificacíón final por equipos.
- John Davis. Medalla de oro.
- Félix Barrachina. Medalla de bronce en categoría senior masculina 85 kg.
- José María García. Medalla de bronce en categoría senior masculina.
- Joan Crespo. Medalla de bronce en categoría senior masculina.
- Rafael Montero. Medalla de bronce en categoría senior masculina.

- 2003. Campeonato del Mundo UIBBN, disputado en Knokke (Bélgica). 2 medallas, y cuarta en la clasificación final por equipos.

- Félix Barrachina. Medalla de bronce en categoría senior masculina -85 kg.
- Jordi Martínez. Medalla de bronce en categoría junior masculina.

- 2004. Europeo de Fisioculturismo y Fitness, celebrado en Badalona. 4 medallas: medalla de plata en la clasificación final por equipos y tres de oro individuales.

- Jordi Martínez. Medalla de oro en categoría junior masculina.
- Francesc Reyes. Medalla de oro en categoría Máster masculina -75 kg.
- María Rodríguez. Medalla de oro en fitness.
- Medalla de plata en la clasificación final por equipos.

- 2004. Campeonato del Mundo UIBBN, disputado en Bolzano (Italia). Sexta posición por equipos y tres medallas de plata individuales. Ésta fue la primera competición internacional de fisioculturismo que deparó un enfrentamiento Cataluña-España.

- Félix Barrachina. Medalla de plata en categoría senior masculina -85 kg.
- Janicel Carrión. Medalla de plata en categoría senior masculina.
- Juan Valero. Medalla de plata en categoría junior masculina.

- 2005. Europeo de Fisioculturismo y Fitness, celebrado en Tournai (Bélgica). 4 medallas y quinta posición en la clasificación final por equipos.

- Juan José Arnela. Medalla de bronce en categoría junior masculina.
- Francesc Reyes. Medalla de bronce en categoría masculina Máster I +75kg.
- Lorenzo García. Medalla de plata en categoría masculina Máster II.
- Meritxell Parra. Medalla de plata en body fitness.

- 2005. Campeonato del Mundo UIBBN, disputado en Thiais (Francia). 1 medalla y quinta posición en la clasificación final por equipos.

- Félix Barrachina. Medalla de plata en categoría senior masculina -85 kg.

- 2006. Campeonato del Mundo UIBBN, disputado en Bolzano (Italia). Cuarta en la clasificación final por equipos, y tres medallas:

- Félix Barrachina. Medalla de oro en categoría senior masculina -85 kg.
- Josep Camats. Medalla de plata en categoría senior masculina +85 kg.
- Felisa González, medalla de plata en categoría femenina +52 kg.

## Palmarés
- Campeonato del Mundo UIBBN: 14 medallas.
- Campeonatos de Europa de Fisioculturismo y Fitness UIBBN: 17 medallas.